# Bonnières (Pas-de-Calais)
Bonnières is een fusiegemeente (commune nouvelle) in het Franse departement Pas-de-Calais in de regio Hauts-de-France en telt 607 inwoners (1999). De plaats maakt deel uit van het arrondissement Arras.

## Geschiedenis
De gemeente is op 1 januari 2019 uitgebreid door de opname van de gemeente Canteleux in Bonnières. De voormalige gemeente kregen daarbij overigens niet de status van commune déléguée.

## Geografie
De oppervlakte van Bonnières bedraagt 23,9 km², de bevolkingsdichtheid is 25,4 inwoners per km².
De onderstaande kaart toont de ligging van Bonnières (Pas-de-Calais) met de belangrijkste infrastructuur en aangrenzende gemeenten.

## Demografie
Onderstaande figuur toont het verloop van het inwonertal.